# Медведковское кладбище

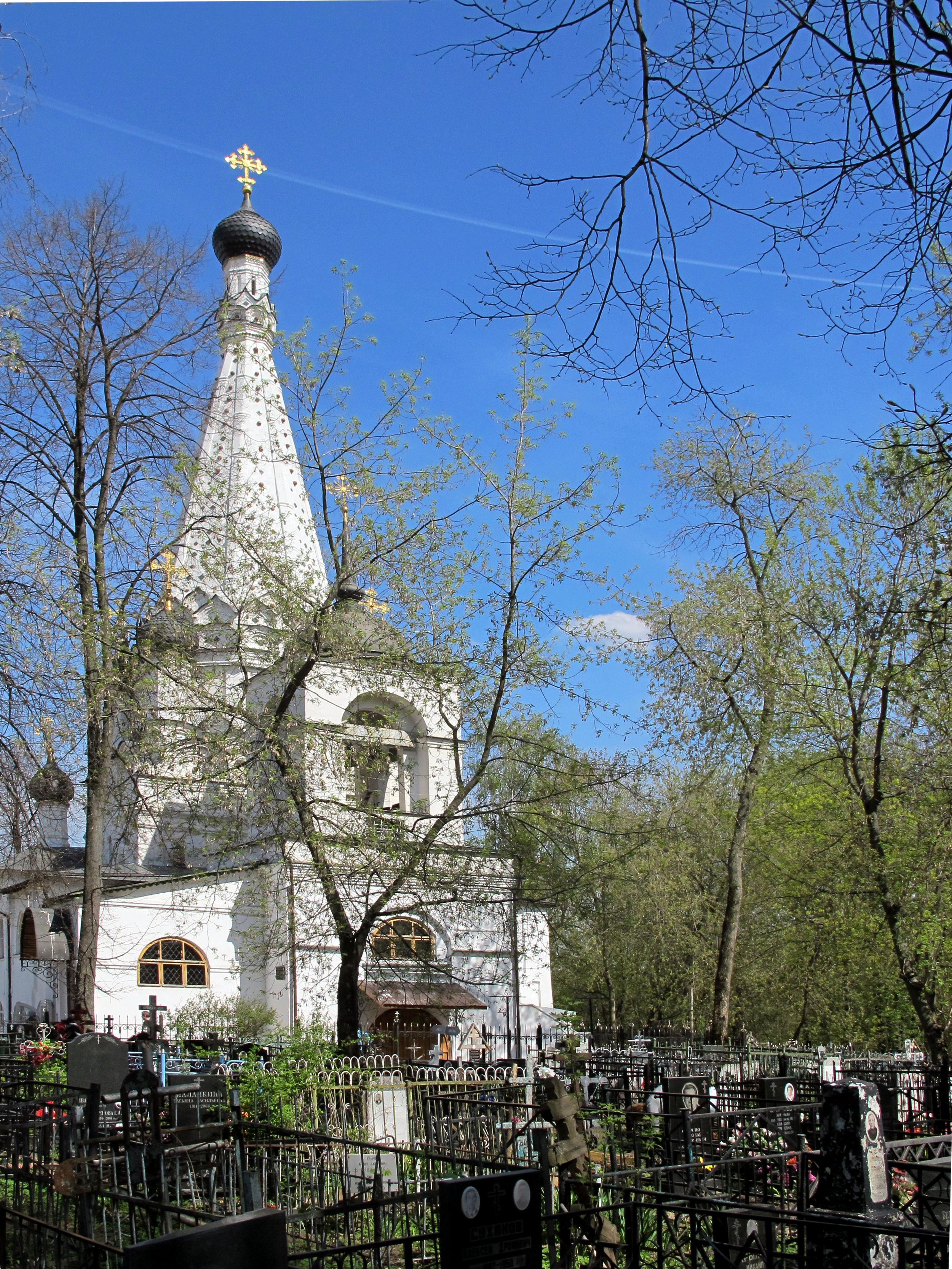
Медведковское кладбище на фоне церкви Покрова Пресвятой Богородицы

Медве́дковское кладбище — кладбище на севере Москвы в районе Южное Медведково Северо-восточного административного округа, при церкви Покрова Пресвятой Богородицы.

## Описание
Находится в зелёной зоне поймы реки Яуза на Заповедной улице (владение 7А). Вошло в состав Москвы в 1960 году вместе с селом Медведково. Площадь кладбища составляет 1,23 га. В настоящее время — в составе Государственного унитарного предприятия «Ритуал».
- Адрес: 127081, Москва, ул. Заповедная, д. 7а